# Cuba nos Jogos Pan-Americanos de 2019
Cuba competiu nos Jogos Pan-Americanos de 2019 em Lima, Peru, de 26 de julho a 11 de agosto de 2019.
Em 6 de julho de 2019, o lutador Mijaín López foi nomeado o porta-bandeira do país na cerimônia de abertura.
A delegação cubana consistiu em 420 atletas.

## Atletas
Abaixo está a lista do número de atletas (por gênero) participando dos jogos por esporte/disciplina.
| Esporte               | Masculino | Feminino | Total |
| --------------------- | --------- | -------- | ----- |
| Badminton             | 3         | 3        | 6     |
| Beisebol              | 24        | 0        | 24    |
| Boxe                  | 10        | 0        | 10    |
| Canoagem              | 6         | 6        | 12    |
| Caratê                | 1         | 2        | 3     |
| Ciclismo              | 5         | 7        | 12    |
| Esgrima               | 7         | 7        | 14    |
| Handebol              | 14        | 14       | 28    |
| Hóquei sobre a grama  | 16        | 16       | 32    |
| Judô                  | 7         | 7        | 14    |
| Levantamento de peso  | 4         | 4        | 8     |
| Lutas                 | 12        | 6        | 18    |
| Natação artística     | —         | 9        | 9     |
| Patinação sobre rodas | 1         | 2        | 3     |
| Pelota basca          | 4         | 6        | 10    |
| Pentatlo moderno      | 2         | 3        | 5     |
| Polo aquático         | 11        | 11       | 22    |
| Raquetebol            | 2         | 2        | 4     |
| Remo                  | 15        | 7        | 22    |
| Saltos ornamentais    | 5         | 3        | 8     |
| Softbol               | 15        | 0        | 15    |
| Taekwondo             | 3         | 4        | 7     |
| Tênis                 | 2         | 0        | 2     |
| Tênis de mesa         | 3         | 3        | 6     |
| Tiro com arco         | 3         | 3        | 6     |
| Tiro esportivo        | 8         | 4        | 12    |
| Triatlo               | 2         | 2        | 4     |
| Vela                  | 4         | 3        | 7     |
| Voleibol              | 14        | 2        | 16    |
| Total                 | 203       | 136      | 339   |